# 신용식 (기자)
신용식(1994년 12월 8일 ~ )은 대한민국의 기자이다.

## 방송
- 2023년 12월 2일 ~ 2024년 6월 29일 : 모닝와이드 (주말 진행)